# Liban Van Laeys
Liban Modest Van Laeys (Volkegem, 14 augustus 1899 - Wetteren, 6 januari 1995) was een Belgisch politicus voor de CVP.

## Levensloop
Als licentiaat in het notariaat aan de Universiteit van Gent werd hij beroepshalve notaris en plaatsvervangend rechter.
Hij werd eveneens politiek actief voor de CVP en werd lid van het partijbestuur van het arrondissement Dendermonde. Van 1946 tot 1968 zetelde hij voor het arrondissement Sint-Niklaas-Dendermonde in de Belgische Senaat.
Van Laeys werd tevens benoemd tot ridder in de Kroonorde en tot officier in de Leopoldsorde.